# Pterolophia quadricristipennis
Pterolophia quadricristipennis är en skalbaggsart som beskrevs av Stefan von Breuning 1966. Pterolophia quadricristipennis ingår i släktet Pterolophia och familjen långhorningar.
Artens utbredningsområde är Laos. Inga underarter finns listade i Catalogue of Life.